# Abaria dusyanta
Abaria dusyanta är en nattsländeart som beskrevs av Schmid 1982. Abaria dusyanta ingår i släktet Abaria och familjen Xiphocentronidae. Inga underarter finns listade i Catalogue of Life.